# حسام‌الدین ارفعی
حسام‌الدین ارفعی اهل شهرستان اوز واقع در بخش جنوبی استان فارس (زاده ۱۳۲۷ یزد) فیزیک‌دان ایرانی و استاد دانشکده فیزیک دانشگاه صنعتی شریف است.

## زندگی نامه
وی دوران متوسطه را در دبیرستان البرز تهران گذراند. تحصیلات دانشگاهی خود را از دانشگاه صنعتی آریامهر (شریف فعلی) در رشتهٔ فیزیک آغاز کرد. او در اولین کنکور ورودی این دانشگاه در سال ۱۳۴۴ رتبهٔ اول را کسب کرد و دکترای خود را در فیزیک نظری از دانشگاه کالیفرنیا در برکلی دریافت کرد.
حسام‌الدین ارفعی از ۱۹۸۹ تا کنون با مرکز تحقیقات فیزیک نظری و ریاضیات (پژوهشگاه دانش‌های بنیادی فعلی) همکاری دارد و معاون این مرکز و رئیس پژوهشکده ذرات و شتابگر این مرکز است.
ارفعی، یکی از پیشگامان همکاری ایران با سرن (سازمان اروپایی پژوهش‌های هسته‌ای) در پروژهٔ ال‌اچ‌سی بوده است.
او برادر عبدالمجید ارفعی است.